# Cygnus cygnus
El cisne cantor (Cygnus cygnus) es una especie de ave anseriforme de la familia Anatidae propia de Europa y Asia.

## Distribución
Tiene su área de distribución en las islas al norte del océano Atlántico, Europa y Asia. Se reproduce en las regiones al norte de estos continentes y en Groenlandia. En otoño e invierno se traslada a lugares más cálidos como el norte del mar Mediterráneo, el mar Caspio y la costa del océano Pacífico en China.

## Características
El cisne cantor es un ave grande. La longitud total del macho adulto alcanza 1,65 metros y un peso medio de 10,8 kg, con un peso máximo que sobrepasa los 12 kg. La hembra es más pequeña, su peso promedio es de 8,1 kg. Con una envergadura de 205 a 235 cm.  
No hay dimorfismo sexual en el plumaje adulto, ambos sexos tienen plumaje blanco. La mitad del pico en la base, es de color amarillo, lo que lo diferencia de otros Cisnes blancos.

## Reproducción
Comienza la reproducción en la primavera boreal, en mayo o junio. Pone cinco o seis huevos, incubándolos durante 31 días. El nido es construido en el suelo y llega a ser inmenso.

## Galería de imágenes

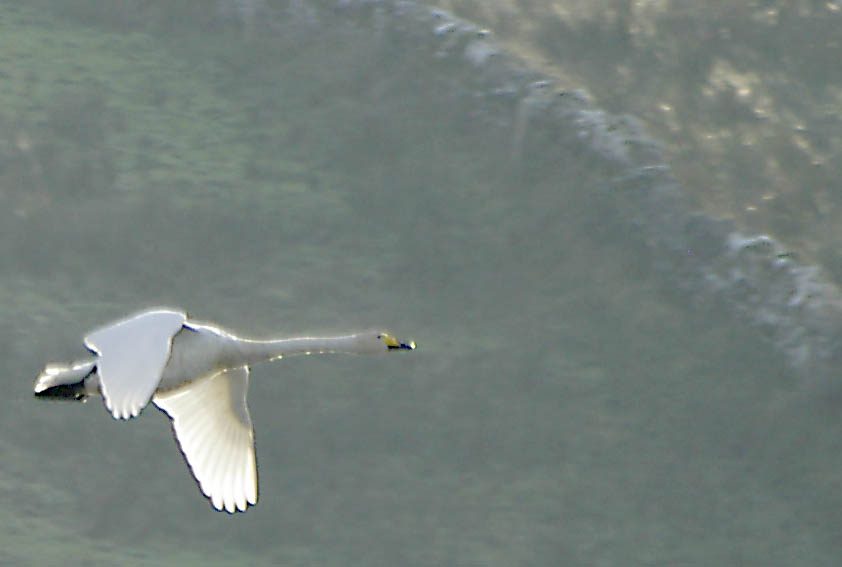
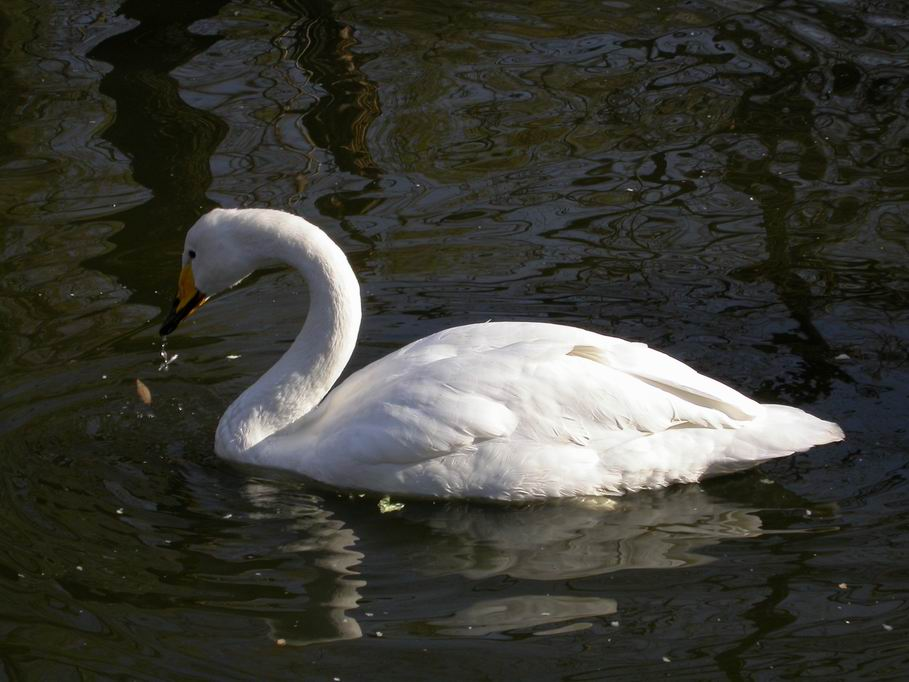
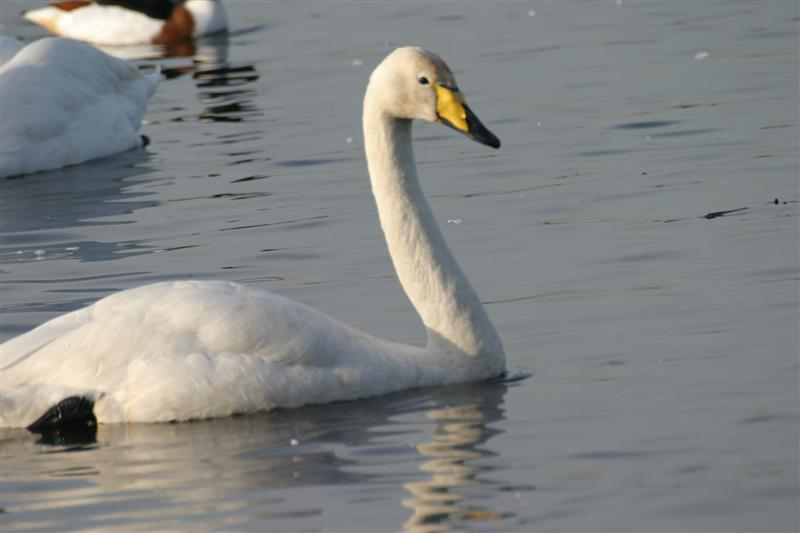
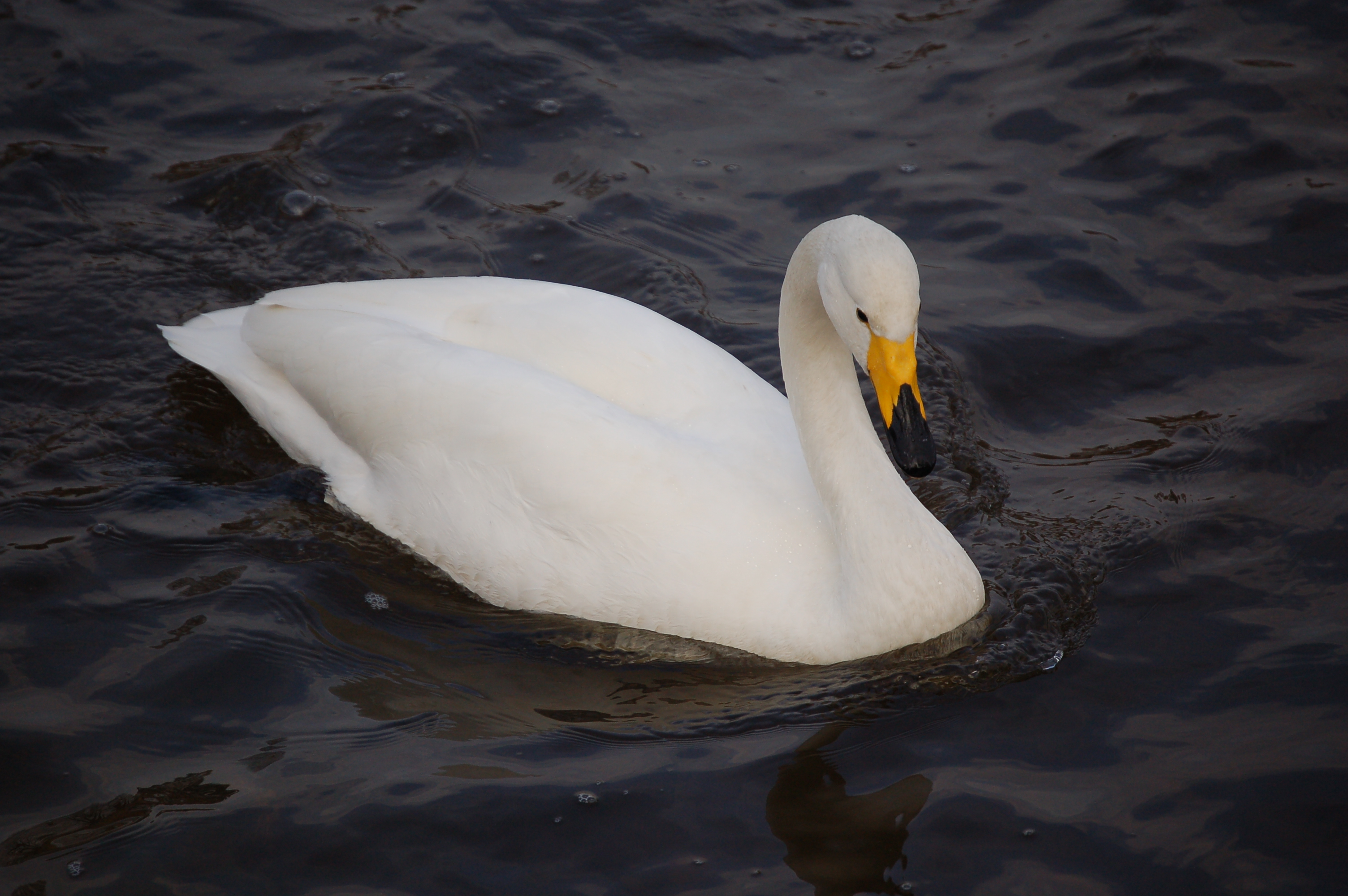
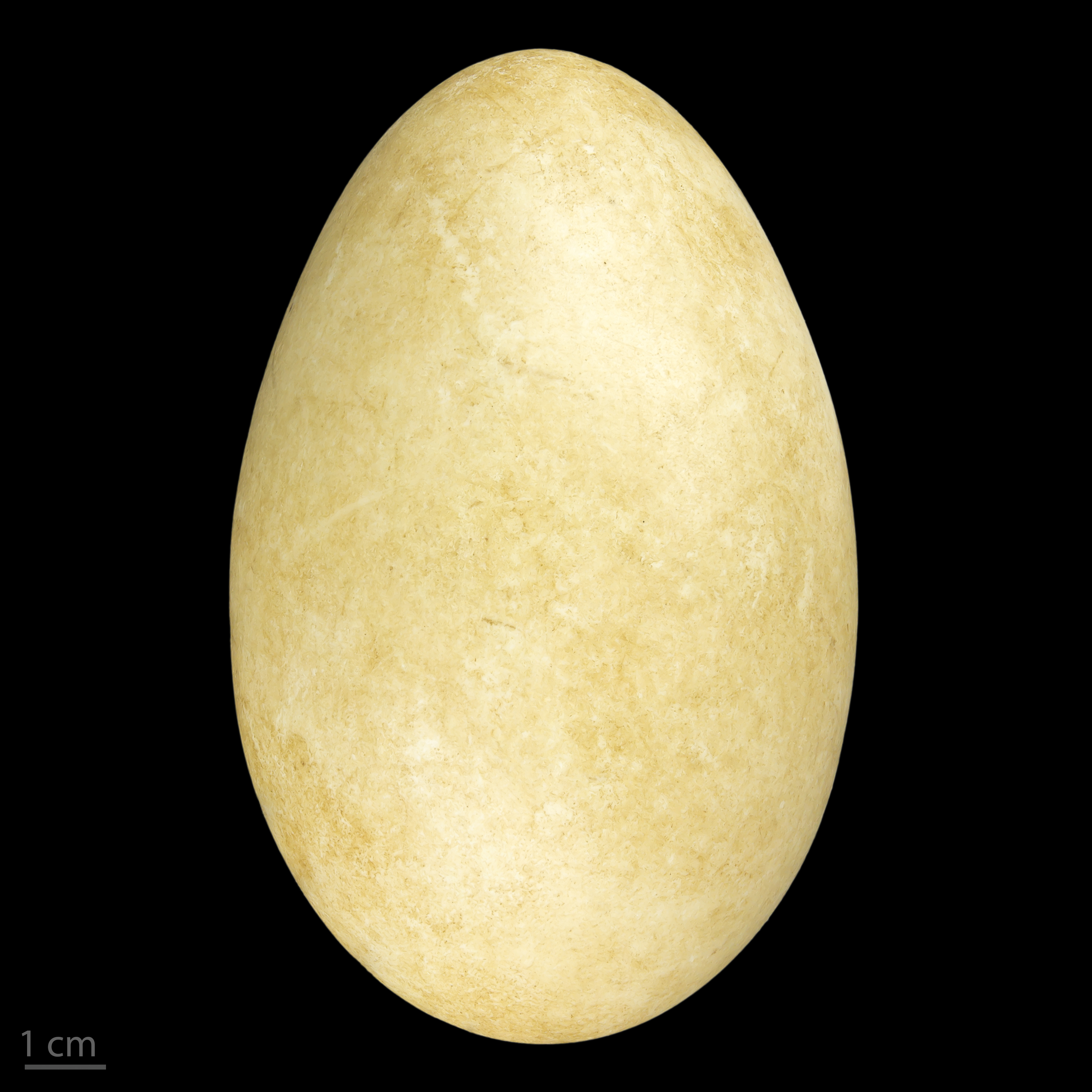
Cygnus cygnus - MHNT